# Johan Christoph von Körbitz (overkrigssekretær)
 Der er flere personer med dette navn, se Johan Christoph von Körbitz (rigsmarskal).
Johan Christoph von Körbitz (død 24. december 1726) var en dansk officer og overkrigssekretær.
Da Johan Caspar von Körbitz, hertugelig sachsisk gehejmeråd og arveskænk i grevskabet Henneberg, efter sin broder rigsmarskallen havde arvet Hellerup, drog han til Danmark, hvor han blev etatsråd og døde 1691. I sit 2. ægteskab, med Sophie Elisabeth Thoss von Erlebach, var han bl.a. fader til Johan Christoph von Körbitz, som blev herre til Hellerup og efter tidligere at have været i fremmed tjeneste 1700 blev major ved Rodsteens nyhvervede dragonregiment, som han fulgte til Sachsen og Italien. Allerede 1702 tog han afsked, men fik 1708 oberstløjtnants karakter og trådte 1710 atter i aktiv tjeneste ved 1. Sjællandske Rytterregiment. 1712 blev han oberst, 1717 chef for 1. Fynske Rytterregiment, 1723 generalmajor. Han må have været vel set og velanset hos Frederik IV, thi da Christian Carl Gabel i oktober 1725 faldt i unåde, valgte kongen Körbitz til hans efterfølger som overkrigssekretær for Hær og Flåde. Kun et års tid efter, juleaften 1726, "ramtes han af en brat Død for Kongens Øjne i allerhøjstsammes Kabinet, just som han refererede for Monarken". Som rimeligt er, har Körbitz' korte virksomhed i spidsen for forsvarsstyrelsen ikke sat dybe spor, men gør i øvrigt heller ikke indtryk af, at han har været nogen betydelig mand.
1700 havde han ægtet Charlotte Sophie von Harstall (født i januar 1680), datter af overstaldmester Christian Ulrik von Harstall. Hun medbragte Berritsgård på Lolland, men måtte sælge denne gård 1728 og Hellerup 1739. Siden levede hun i meget små kår på Ferritslevgård i Rolfsted Sogn på Fyn, hvor hun døde i august 1760.